# Rudolf Schlehner
Rudolf Schlehner (* 5. April 1856 in Allmersbach im Tal, Oberamt Backnang; † 29. August 1902 in Stuttgart) war ein württembergischer Oberamtmann.

## Leben und Werk
Der Sohn eines Gastwirts besuchte das Obergymnasium in Heilbronn und studierte Regiminalwissenschaften an der Universität Tübingen. Er war dort Mitglied der Studentenverbindung Tübinger Lichtenstein. 1878 und 1879 legte er die höheren Dienstprüfungen ab. 1922 begann er seine berufliche Laufbahn an den Oberämtern Neuenbürg und Spaichingen. 1880 wurde er Amtmann beim Oberamt Kirchheim. Von 1880 bis 1882 und 1883 war er bei der Stadtdirektion Stuttgart tätig. 1882 wechselte er zum Innenministerium in Stuttgart, dort wurde er 1883 Regierungsassessor. Von 1887 bis 1896 leitete er als Oberamtmann das Oberamt Esslingen. Zwischen 1886 und 1901 arbeitete er als Regierungsrat bei der Regierung des Neckarkreises in Ludwigsburg. Ab 1901 bis zu seinem Tod war er Vorsitzender des Schiedsgerichts für die Arbeiterversicherung in Stuttgart.

## Auszeichnungen
- Bronzene Jubiläumsmedaille
- Karl-Olga-Medaille